# Euro Carex
Pour les articles homonymes, voir Carex (homonymie).
 (mars 2015).
Si vous disposez d'ouvrages ou d'articles de référence ou si vous connaissez des sites web de qualité traitant du thème abordé ici, merci de compléter l'article en donnant les références utiles à sa vérifiabilité et en les liant à la section « Notes et références ».

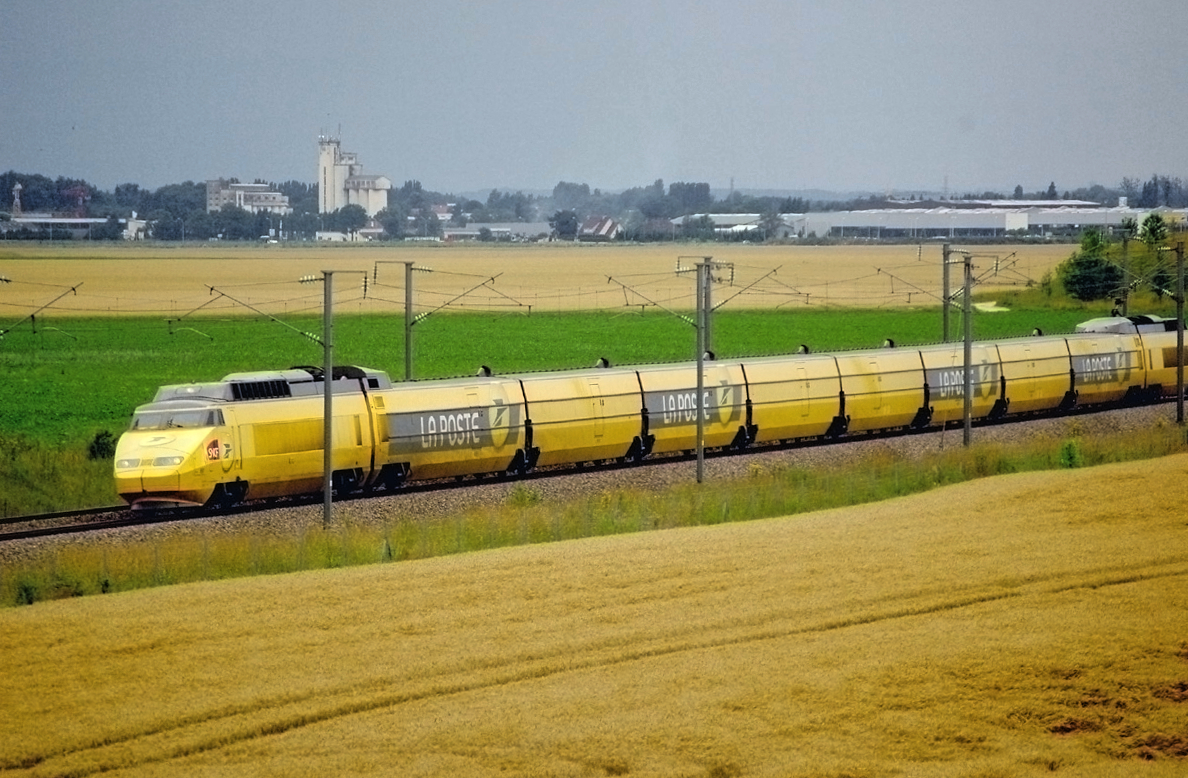
Un TGV La Poste.

Euro Carex (acronyme de CArgo Rail EXpress) est un projet européen de réseau de fret express ferroviaire, visant à utiliser les lignes à grande vitesse existantes pendant les heures creuses du trafic voyageur (la nuit principalement) par des rames adaptées au transport de colis. Une association Euro Carex visant à fédérer l'ensemble des participants au projet, aussi bien publics (communes, départements…) que privés (entreprises telles FedEx, La Poste...) a été créée. 
Le projet est labellisé Grenelle de l'environnement depuis le 25 octobre 2007. Il est également soutenu par l'Union européenne et le Conseil départemental du Val d'Oise.

## Le projet

### Contexte
Il serait une alternative à l'avion et au camion pour les distances comprises entre 200 et 800 km. Déjà évoqué depuis le début des années 1990, les projets n'ont pas encore abouti principalement à cause du cout de développement et des volumes nécessaires pour atteindre le seuil de rentabilité.
L'amélioration du réseau ferroviaire européen à grande vitesse et la limitation de plus en plus stricte des vols de nuit amènent une réflexion sur l'avenir du fret à courte et moyenne distance. L'idée de transporter des marchandises, de nuit, par le rail, au lieu d'utiliser l'avion sur des relations qui deviennent assez rapides, fait son chemin. Un groupe de travail a été créé pour mettre en œuvre des TGV de marchandises en créant des gares de fret à l'aéroport de Paris-Charles-de-Gaulle. Les futures gares se situeront à Goussainville (à l'ouest des pistes) et à Tremblay-en-France (au sud). Une étude montre que sur les distances envisagées, le transport par train émettrait 17 fois moins de carbone que le camion et l'avion.
En 2020, le rapport Rol-Tanguy sur l'avenir du triangle de Gonesse souligne l'intérêt de projet Euro Carex.

### Le réseau
Le réseau Euro Carex devait se développer en trois temps. Celui-ci devait dans un premier temps, à l'horizon 2012, relier d'autres gares de fret implantées à Lyon, Liège, Londres et Amsterdam. Dans un deuxième temps (d'ici 5 à 7 ans), Bordeaux, Marseille, Strasbourg et Francfort auraient été reliées, puis d'ici 7 à 9 ans l'Allemagne, l'Italie et la péninsule Ibérique. Les gares de l'aéroport Charles-de-Gaulle et celle de Goussainville, notamment, seront les plus importantes de ce réseau.

### Matériel
Pour qu'Euro Carex soit viable, il faut du matériel roulant pouvant transporter entre 80 et 100 tonnes par rame, ainsi que des rames adaptées pour le transport de conteneurs. Dans ce but l'association a demandé une pré-étude à la société Alstom. Deux types de motrices sont envisagées : des rames de type Duplex. Une rame couterait entre 25 et 30 M€.
La caisse en col de cygne est préconisée. Par ailleurs trois typologies de gares sont aussi envisagées.